# 117240 Zhytomyr
117240 Zhytomyr este un asteroid din centura principală de asteroizi.

## Descriere
117240 Zhytomyr este un asteroid din centura principală de asteroizi. A fost descoperit pe 19 septembrie 2004 la observatorul astronomic din Andrușivka. Asteroidul prezintă o orbită caracterizată de o semiaxă mare de 2,65 ua, o excentricitate de 0,19 și o înclinație de 8,9° în raport cu ecliptica.